# Elena Kaliská
Elena Kaliská, née le 19 janvier 1972 à Zvolen, est une kayakiste slovaque, pratiquant le slalom.

## Palmarès
- Jeux olympiques d'été
  -  Médaille d'or aux Jeux olympiques d'été de 2008 à Pékin
  -  Médaille d'or aux Jeux olympiques d'été de 2004 à Athènes

- Championnats du monde de slalom
  -  Médaille d'or aux Championnats du Monde 2005 à Sydney

- Championnats d'Europe de slalom
  -  Médaille d'or aux Championnats d'Europe 2006 de L'Argentière-la-Bessée
  -  Médaille d'or en relais 3xK1 aux Championnats d'Europe 2006 de L'Argentière-la-Bessée
  -  Médaille d'or aux Championnats d'Europe 2004 à Skopje
  -  Médaille d'or aux Championnats d'Europe 2002 à Cunovo
  -  Médaille d'or en relais 3xK1 aux Championnats d'Europe 2000 à Mezzana